# Alyssum tenuifolium
Alyssum tenuifolium là một loài thực vật có hoa trong họ Cải. Loài này được Stephan ex Willd. mô tả khoa học đầu tiên năm 1800.